# Copa Libertadores 1996
Die Copa Libertadores 1996 war die 37. Auflage des wichtigsten südamerikanischen Fußballwettbewerbs für Vereinsmannschaften. Es nahmen 21 Mannschaften teil, darunter jeweils die Landesmeister der CONMEBOL-Länder und die Zweiten. Das Teilnehmerfeld komplettierte Titelverteidiger Grêmio Porto Alegre. Das Turnier begann am 13. Februar und endete am 26. Juni 1996 mit dem Final-Rückspiel. Der argentinische Vertreter River Plate gewann das Finale gegen América de Cali und damit zum zweiten Mal die Copa Libertadores.

## Gruppenphase

### Gruppe 1
| Pl. | Verein                  | Sp. | S | U | N | Tore    | Diff. | Punkte |
| --- | ----------------------- | --- | - | - | - | ------- | ----- | ------ |
| 1.  | Barcelona Sporting Club | 6   | 4 | 1 | 1 | 011:800 | +3    | 09     |
| 2.  | Club Cerro Porteño      | 6   | 3 | 1 | 2 | 008:700 | +1    | 07     |
| 3.  | CD Espoli               | 6   | 2 | 0 | 4 | 008:100 | −2    | 04     |
| 4.  | Club Olimpia            | 6   | 1 | 2 | 3 | 005:700 | −2    | 04     |

|                         |   |                    | Hinspiel | Rückspiel |
| ----------------------- | - | ------------------ | -------- | --------- |
| Barcelona Sporting Club | - | CD Espoli          | 3:2      | 2:1       |
| Club Olimpia            | - | Club Cerro Porteño | 1:2      | 0:0       |
| CD Espoli               | - | Club Olimpia       | 1:0      | 1:2       |
| Barcelona Sporting Club | - | Club Olimpia       | 2:1      | 1:1       |
| CD Espoli               | - | Club Cerro Porteño | 2:1      | 1:2       |
| Barcelona Sporting Club | - | Club Cerro Porteño | 3:2      | 0:1       |

### Gruppe 2
| Pl. | Verein                    | Sp. | S | U | N | Tore    | Diff. | Punkte |
| --- | ------------------------- | --- | - | - | - | ------- | ----- | ------ |
| 1.  | Club Atlético Peñarol     | 6   | 2 | 3 | 1 | 013:100 | +3    | 07     |
| 2.  | Defensor Sporting         | 6   | 1 | 4 | 1 | 006:600 | ±0    | 06     |
| 3.  | Sporting Cristal          | 6   | 1 | 4 | 1 | 006:700 | −1    | 06     |
| 4.  | Universitario de Deportes | 6   | 2 | 1 | 3 | 007:900 | −2    | 05     |

|                           |   |                           | Hinspiel | Rückspiel |
| ------------------------- | - | ------------------------- | -------- | --------- |
| Sporting Cristal          | - | Universitario de Deportes | 0:2      | 2:1       |
| Defensor Sporting         | - | Club Atlético Peñarol     | 2:4      | 1:1       |
| Universitario de Deportes | - | Club Atlético Peñarol     | 1:3      | 2:1       |
| Sporting Cristal          | - | Club Atlético Peñarol     | 3:3      | 1:1       |
| Universitario de Deportes | - | Defensor Sporting         | 1:1      | 0:2       |
| Sporting Cristal          | - | Defensor Sporting         | 0:0      | 0:0       |

### Gruppe 3
| Pl. | Verein                 | Sp. | S | U | N | Tore    | Diff. | Punkte |
| --- | ---------------------- | --- | - | - | - | ------- | ----- | ------ |
| 1.  | América de Cali        | 6   | 4 | 0 | 2 | 011:200 | +9    | 08     |
| 2.  | Atlético Junior        | 6   | 3 | 1 | 2 | 008:600 | +2    | 07     |
| 3.  | Club San José          | 6   | 3 | 0 | 3 | 006:800 | −2    | 06     |
| 4.  | Club Deportivo Guabirá | 6   | 1 | 1 | 4 | 007:160 | −9    | 03     |

|                        |   |                        | Hinspiel | Rückspiel |
| ---------------------- | - | ---------------------- | -------- | --------- |
| Atlético Junior        | - | América de Cali        | 1:0      | 0:2       |
| Club San José          | - | Club Deportivo Guabirá | 2:1      | 1:4       |
| Club Deportivo Guabirá | - | América de Cali        | 0:2      | 0:5       |
| Club San José          | - | América de Cali        | 1:0      | 0:2       |
| Atlético Junior        | - | Club Deportivo Guabirá | 5:1      | 1:1       |
| Club San José          | - | Atlético Junior        | 2:0      | 0:1       |

### Gruppe 4
| Pl. | Verein                  | Sp. | S | U | N | Tore    | Diff. | Punkte |
| --- | ----------------------- | --- | - | - | - | ------- | ----- | ------ |
| 1.  | Corinthians São Paulo   | 6   | 4 | 1 | 1 | 013:600 | +7    | 09     |
| 2.  | CF Universidad de Chile | 6   | 3 | 1 | 2 | 007:700 | ±0    | 07     |
| 3.  | Botafogo FR             | 6   | 2 | 1 | 3 | 010:100 | ±0    | 05     |
| 4.  | CD Universidad Católica | 6   | 1 | 1 | 4 | 006:130 | −7    | 03     |

|                         |   |                         | Hinspiel | Rückspiel |
| ----------------------- | - | ----------------------- | -------- | --------- |
| Corinthians São Paulo   | - | Botafogo FR             | 3:0      | 1:1       |
| CF Universidad de Chile | - | CD Universidad Católica | 2:0      | 0:0       |
| CD Universidad Católica | - | Corinthians São Paulo   | 2:3      | 1:3       |
| CF Universidad de Chile | - | Corinthians São Paulo   | 1:0      | 1:3       |
| Botafogo FR             | - | CD Universidad Católica | 4:1      | 1:2       |
| CF Universidad de Chile | - | Botafogo FR             | 2:1      | 1:3       |

### Gruppe 5
| Pl. | Verein                               | Sp. | S | U | N | Tore    | Diff. | Punkte |
| --- | ------------------------------------ | --- | - | - | - | ------- | ----- | ------ |
| 1.  | River Plate                          | 6   | 4 | 2 | 0 | 014:300 | +11   | 10     |
| 2.  | Club Atlético San Lorenzo de Almagro | 6   | 2 | 4 | 0 | 013:500 | +8    | 08     |
| 3.  | AC Minervén FC                       | 6   | 1 | 2 | 3 | 008:160 | −8    | 04     |
| 4.  | FC Caracas                           | 6   | 0 | 2 | 4 | 006:170 | −11   | 02     |

|                                      |   |                                      | Hinspiel | Rückspiel |
| ------------------------------------ | - | ------------------------------------ | -------- | --------- |
| AC Minervén FC                       | - | FC Caracas                           | 4:2      | 1:1       |
| Club Atlético San Lorenzo de Almagro | - | River Plate                          | 1:1      | 0:0       |
| AC Minervén FC                       | - | Club Atlético San Lorenzo de Almagro | 2:2      | 0:4       |
| FC Caracas                           | - | Club Atlético San Lorenzo de Almagro | 1:1      | 1:5       |
| AC Minervén FC                       | - | River Plate                          | 1:2      | 0:5       |
| FC Caracas                           | - | River Plate                          | 1:4      | 0:2       |

## Achtelfinale
|                       | Gesamt          |                                      | Hinspiel | Rückspiel |
| --------------------- | --------------- | ------------------------------------ | -------- | --------- |
| River Plate           | 6:4             | Sporting Cristal                     | 1:2      | 5:2       |
| Club Atlético Peñarol | 3:8             | Club Atlético San Lorenzo de Almagro | 2:3      | 1:5       |
| Club San José         | 2:2 (2:4 i. E.) | Barcelona Sporting Club              | 0:1      | 2:1       |
| Defensor Sporting     | 4:4 (6:7 i. E.) | CF Universidad de Chile              | 2:3      | 2:1       |
| América de Cali       | 5:2             | AC Minervén FC                       | 1:1      | 4:1       |
| Atlético Junior       | 1:0             | Club Cerro Porteño                   | 0:0      | 1:0       |
| Grêmio Porto Alegre   | 3:1             | Botafogo FR                          | 1:1      | 2:0       |
| Corinthians São Paulo | 5:1             | CD Espoli                            | 3:1      | 2:0       |

## Viertelfinale
|                         | Gesamt |                                      | Hinspiel | Rückspiel |
| ----------------------- | ------ | ------------------------------------ | -------- | --------- |
| River Plate             | 3:2    | Club Atlético San Lorenzo de Almagro | 2:1      | 1:1       |
| Barcelona Sporting Club | 1:3    | CF Universidad de Chile              | 0:2      | 1:1       |
| América de Cali         | 2:1    | Atlético Junior                      | 1:1      | 1:0       |
| Grêmio Porto Alegre     | 3:1    | Corinthians São Paulo                | 3:0      | 0:1       |

## Halbfinale
|                 | Gesamt |                         | Hinspiel | Rückspiel |
| --------------- | ------ | ----------------------- | -------- | --------- |
| River Plate     | 3:2    | CF Universidad de Chile | 2:2      | 1:0       |
| América de Cali | 3:2    | Grêmio Porto Alegre     | 0:1      | 3:1       |

## Finale

### Hinspiel
| América de Cali                                                      | América de Cali | River Plate | River Plate |
| -------------------------------------------------------------------- | --- | --- | ----------- |
| América de Cali                                                      | \| 19. Juni 1996 in Cali, Kolumbien (Estadio Olímpico Pascual Guerrero) \| \| Ergebnis: 1:0 (1:0) \| \| Schiedsrichter: Óscar Velásquez ( Paraguay) \|                                                                                   | \| 19. Juni 1996 in Cali, Kolumbien (Estadio Olímpico Pascual Guerrero) \| \| Ergebnis: 1:0 (1:0) \| \| Schiedsrichter: Óscar Velásquez ( Paraguay) \| | River Plate |
| América de Cali                                                      | Óscar Córdoba – James Cardona (Giovanni Hernández), Jorge Bermúdez, Carlos Asprilla, Foad Maziri – Wílmer Cabrera, Alfredo Berti, Franky Oviedo, Álex Escobar – Antony de Ávila, Henry Zambrano (Ricardo Pérez) Cheftrainer: Diego Umaña | Germán Burgos – Hernán Díaz, Celso Ayala, Guillermo Rivarola, Ricardo Altamirano – Matías Almeyda, Leonardo Astrada, Juan Pablo Sorín, Ariel Ortega (Marcelo Gallardo) – Enzo Francescoli (Juan Gómez), Hernán Crespo (Pablo Lavallén) Cheftrainer: Ramón Díaz | River Plate |
| América de Cali                                                      | 1:0 Antony de Ávila (26.) | | River Plate |
| 19. Juni 1996 in Cali, Kolumbien (Estadio Olímpico Pascual Guerrero) | | |             |
| Ergebnis: 1:0 (1:0)                                                  | | |             |
| Schiedsrichter: Óscar Velásquez ( Paraguay)                          | | |             |

### Rückspiel
| River Plate                                                | River Plate | América de Cali | América de Cali |
| ---------------------------------------------------------- | --- | --- | --------------- |
| River Plate                                                | \| 26. Juni 1996 in Buenos Aires, Argentinien (El Monumental) \| \| Ergebnis: 2:0 (1:0) \| \| Schiedsrichter: Júlio Matto ( Uruguay) \| | \| 26. Juni 1996 in Buenos Aires, Argentinien (El Monumental) \| \| Ergebnis: 2:0 (1:0) \| \| Schiedsrichter: Júlio Matto ( Uruguay) \|                                                           | América de Cali |
| River Plate                                                | Germán Burgos – Hernán Díaz, Celso Ayala, Guillermo Rivarola, Ricardo Altamirano – Matías Almeyda, Marcelo Escudero (Juan Gómez), Gabriel Cedrés, Ariel Ortega (Juan Pablo Sorín) – Enzo Francescoli, Hernán Crespo (Marcelo Gallardo) Cheftrainer: Ramón Díaz | Óscar Córdoba – Jorge Bermúdez, Carlos Asprilla, Arley Dinas – Wílmer Cabrera, Alfredo Berti, Foad Maziri, Franky Oviedo, Álex Escobar – Antony de Ávila, Henry Zambrano Cheftrainer: Diego Umaña | América de Cali |
| River Plate                                                | 1:0 Hernán Crespo (6.) 2:0 Hernán Crespo (59.) | | América de Cali |
| 26. Juni 1996 in Buenos Aires, Argentinien (El Monumental) | | |                 |
| Ergebnis: 2:0 (1:0)                                        | | |                 |
| Schiedsrichter: Júlio Matto ( Uruguay)                     | | |                 |